# Плугерно
Плугерно (фр. Plouguerneau) — коммуна на северо-западе Франции, находится в регионе Бретань, департамент Финистер, округ Брест, кантон Лесневен. Расположена в 27 км к северу от Бреста. Является единственной французской коммуной, находящейся одновременно на побережье Ла-Манша и Атлантического океана, поскольку относящийся к ней необитаемый остров Вьерж считается границей двух водных объектов.
Население (2019) — 6 640 человек.

## История
Плугерно, как и многие другие населенные пункты департамента Финистер, основан переселенцами с Британских островов. На территории коммуны находятся несколько мегалитов, относящихся к неолиту и бронзовому веку. В галло-римский период в Плугерно вела дорога из Воргиума (современный Каре-Плугер); от этого времени сохранился переход через реку Абер Враш, называемый «мостом дьявола» (Pont Krac’h), ранее бывший частью дороги в поселок Ланилис.

## Достопримечательности
- Церковь Святых Петра и Павла XIX века.
- Церковь Нотр-Дам в Груанеке XIII—XV веков, реконструированная в XX веке.
- Маяк острова Вьерж[фр.] высотой 82,5 м — самый высокий маяк Европы, самый высокий «традиционный маяк» в мире[1]. В непосредственной близости расположен «старый маяк» высотой 31 метр, работавший с 1845 по 1902 год. См. также список маяков Франции[фр.].
- Античный «мост дьявола» через реку Абер Враш.

## Экономика
Структура занятости населения:
- сельское хозяйство — 14,8 %
- промышленность — 6,4 %
- строительство — 10,6 %
- торговля, транспорт и сфера услуг — 37,8 %
- государственные и муниципальные службы — 30,3 %

Уровень безработицы (2018) — 10,4 % (Франция в целом — 13,4 %, департамент Финистер — 12,1 %). 

Среднегодовой доход на 1 человека, евро (2018) — 22 150 (Франция в целом — 21 730, департамент Финистер — 21 970).

## Демография
Динамика численности населения, чел.

## Администрация
Пост мэра Плугерно с 2014 года занимает Янник Робен (Yannick Robin). На муниципальных выборах 2020 года возглавляемый им левый список победил в 1-м туре, получив 61,76 % голосов.
| Период | Период | Фамилия       | Партия                         | Примечания                                            |
| ------ | ------ | ------------- | ------------------------------ | ----------------------------------------------------- |
| 1950   | 1983   | Леон Геген    | Союз за французскую демократию | врач, вице-президент Генерального совета департамента |
| 1983   | 2001   | Бернар Ле Вен |                                | врач                                                  |
| 2001   | 2014   | Андре Лесвен  | Демократическое движение       | морской офицер в отставке                             |
| 2014   |        | Янник Робен   | Разные левые                   | государственный служащий                              |

## Города-побратимы
- Эдинген-Неккархаузен, Германия
- Сент-Джерманс, Англия
- Тайдфорд, Англия

## Галерея
- Церковь святых Петра и Павла с кальварией
- Церковь Нотр-Дам
- «Мост дьявола»